# Patrick Lancaster
Patrick Lancaster ist ein US-amerikanischer Vlogger, Podcaster und Influencer. Obwohl er als pro-Kreml beschrieben wird, wird Lancaster als Doppelagent bezeichnet, da seine Videos über die russische Invasion in der Ukraine regelmäßig kompromittierende russische Militärinformationen enthüllen, die von ukrainischen Streitkräften, westlichen Geheimdiensten und westlichen Medien gegen Russland verwendet werden. Lancaster ist dafür bekannt, regelmäßig inszenierte Szenen zu filmen und zu versuchen, sie als echt auszugeben.

## Leben

### Frühes Leben und US Navy
Lancaster stammt ursprünglich aus Missouri in den Vereinigten Staaten von Amerika. Von 2001 bis 2006 war er Matrose bei der US Navy, spezialisierte sich auf Kryptologietechniker und stieg bis zum Rang eines Unteroffiziers dritter Klasse auf. Von 2002 bis 2006 fuhr er auf der USS Kitty Hawk (CV-63).

### Ukraine
Laut Lancaster kam er im März 2014 in die Ukraine, um über die Folgen der Euromaidan-Revolution zu berichten. Später im selben Jahr ließ er sich in Donezk nieder, nachdem er die Frau kennengelernt hatte, die seine Frau werden sollte, und konvertierte zum orthodoxen Christentum. Lancaster hat für mehrere vom Kreml unterstützte Medien gearbeitet, darunter RT und Swesda, und über den Krieg im Donbass berichtet. Von 2014 bis 2015 arbeitete Lancaster im Donbass als Kameramann für den britischen Journalisten Graham Phillips. Phillips äußerte sich später sehr kritisch gegenüber Lancaster und schrieb 2022, Lancaster sei ein „ungebildeter, betrügerischer Scharlatan, dessen journalistischer Scharfsinn und Fähigkeiten geringer sind als die einer Topfpflanze.“
Ab 2015 hat Lancaster hauptsächlich Videos für seinen eigenen YouTube-Kanal erstellt. Lancasters Videos haben angeblich Informationen über russische Kriegsverbrechen aufgedeckt und Orte, Identitäten der Täter sowie vertrauliche russische Militärinformationen enthüllt. In seinen Videos bezeichnet Lancaster die von Russland besetzten Regionen Donbass, Cherson und Saporischschja als „Teil der Ukraine“.
Lancaster ist oft in Alex Jones’ Sendung InfoWars aufgetreten. Im Jahr 2022 identifizierte eine Untersuchung des Institute for Strategic Dialogue (ISD) Lancaster als einen der zwölf wichtigsten westlichen Influencer, die pro-Kreml-Desinformationen über den russisch-ukrainischen Krieg verbreiteten. Das ukrainische Medienunternehmen Zaborona untersuchte seine Verbindungen zum Kreml und berichtete über seine Verbindung zu Eric Kraus, einem pro-Putin-französischen Geschäftsmann, der Nikolai Patruschew, dem Sekretär des russischen Sicherheitsrats, nahesteht.

### MH17
Lancaster hat im Zusammenhang mit der Tragödie von Malaysia Airlines Flug 17 mehrere Videos erstellt und veröffentlicht und wurde für sein Handeln in Bezug auf MH17 scharf kritisiert. 2017 behauptete Lancaster, Skelettüberreste von Opfern des Abschusses von MH17 und Wrackteile gefunden zu haben, die er auf Anfrage der Gemeinsamen Ermittlungsgruppe dem örtlichen Bürgermeister übergab. Mit der Bitte, sie in die Niederlande zu transportieren.
Nach Untersuchungen des niederländischen Forensischen Instituts stellten sie sich als Überreste von sieben Passagieren heraus, von denen vier Niederländer waren. 2018 äußerten Angehörige der Opfer des Abschusses ihre Wut darüber, dass Lancaster weiterhin Bilder der Überreste der Opfer online zeigte. Sie glaubten, er benutze sie für eine Kampagne, um Russland vom Abschuss freizusprechen. In den russischen Medien wurde die Entdeckung der Überreste durch Lancaster als Beweis dafür dargestellt, dass die niederländischen Behörden die Absturzstelle schlecht untersucht und sich nicht um die Angehörigen gekümmert hätten. In ukrainischen und niederländischen Medien wurde Lancaster dafür kritisiert, aus der Tragödie Propaganda zu machen, den Opfern gegenüber gefühllos zu sein und die Tragödie für persönliche Zwecke auszunutzen. Die niederländischen Behörden forderten Lancaster wiederholt auf, alle seine Erkenntnisse herauszugeben, doch bis 2024 hatte er dies noch nicht getan.

### Bergkarabachkonflikt
Im Laufe der Jahre hat Lancaster sporadisch Videos zum Bergkarabachkonflikt für seinen YouTube-Kanal gedreht. Lancaster wurde beschuldigt, Fake News und inszenierte Videos zum Konflikt zu produzieren.

### 2022 bis heute
In den frühen Tagen der russischen Invasion in der Ukraine im Jahr 2022 beschrieben ihn Vice Media und NBC News als den beliebtesten der pro-Kreml-Influencer, die russische Propaganda und Desinformation auf YouTube verbreiteten. Laut Bellingcat war die Szene in mindestens einem von Lancasters Videos inszeniert. Eine Untersuchung von Bellingcat im August 2022 ergab, dass eines von Lancasters YouTube-Videos die Anwesenheit eines russischen Soldaten zeigte und bei der Identifizierung half, der verdächtigt wurde, einen ukrainischen Kriegsgefangenen gefoltert und kastriert zu haben.
Lancasters Videos zum Konflikt wurden regelmäßig von russischen staatlichen Medien wie Ruptly, Zvezda und RT ausgestrahlt. Zu Beginn des Konflikts wurden seine Videos in internationalen Medien wie Associated Press, Skynews, Reuters und Spiegel TV gezeigt. Im Jahr 2022 war Lancasters einziges „internationales“ Medium die Verschwörungstheorie-Website InfoWars.
Lancasters Videos aus der Ukraine erregten bis Juli 2022 beträchtliche Aufmerksamkeit, danach wurden Lancasters Veröffentlichungen sporadisch. Anschließend verließ er die Ukraine für längere Zeit und veröffentlichte gelegentlich Videos aus Armenien. Im Oktober 2022 kehrte er in die Ukraine zurück, veröffentlichte Videos auf seinem YouTube-Kanal und machte Podcasts und Interviews. Im Juni 2023 machte Lancaster einen Videobericht aus Rostow am Don, in dem er seine Unterstützung für den damaligen Aufstand der Wagner-Gruppe gegen die russische Regierung zum Ausdruck brachte.
Lancaster bloggte im Juli und August 2023 weiter aus Russland und den russisch besetzten Gebieten der Ukraine, bevor er im September für einen längeren Zeitraum nach Armenien zurückkehrte. Ab 2024 berichtete Lancaster aus den russisch kontrollierten Gebieten der Ukraine.